# 2013-as UEFA-bajnokok ligája-döntő
A 2013-as UEFA-bajnokok ligája-döntő az európai labdarúgó-klubcsapatok legrangosabb tornájának 21., jogelődjeivel együttvéve az 58. döntője. A mérkőzést a londoni Wembley Stadionban rendezték meg 2013. május 25-én. A mérkőzés győztese részt vesz a 2013-as UEFA-szuperkupa döntőjében, ahol az ellenfél a 2012–2013-as Európa-liga győztese lesz, valamint a 2013-as FIFA-klubvilágbajnokságra is kijutott. A mérkőzést a Bayern München nyerte.

## Résztvevők
A döntő egyik résztvevője a német Borussia Dortmund. A Dortmund úgy jutott döntőbe, hogy a csoportkör sorsolásakor a 4. kalapban szerepelt. Ez a második ilyen eset, először az AS Monaco jutott így döntőbe 2004-ben. A német csapat korábban az 1996–97-es UEFA-bajnokok ligáját nyerte meg.
A másik résztvevő a szintén német Bayern München. A bajorok korábban négyszer nyerték meg a BEK/BL sorozatot (1974, 1975, 1976, 2001) és ötször kaptak ki a döntőben. (1982, 1987, 1999, 2010, 2012). A Bayern négy éven belül harmadszor játszhat BL-döntőt.
A BL történetében ez az első olyan eset, amikor két német csapat jutott a döntőbe. Korábban két azonos nemzetiségű csapat háromszor játszotta a döntőt. 2000-ben két spanyol, 2003-ban két olasz, 2008-ban pedig két angol együttes.

## Út a döntőig
Az eredmények az adott csapat szempontjából szerepelnek.
| Csapat            | M | Gy | D | V | G+ | G– | Gk | P  |
| ----------------- | - | -- | - | - | -- | -- | -- | -- |
| Borussia Dortmund | 6 | 4  | 2 | 0 | 11 | 5  | +6 | 14 |
| Real Madrid       | 6 | 3  | 2 | 1 | 11 | 8  | +3 | 11 |
| Ajax              | 6 | 1  | 1 | 4 | 8  | 16 | –8 | 4  |
| Manchester City   | 6 | 0  | 3 | 3 | 7  | 11 | –4 | 3  |

| Csapat         | M | Gy | D | V | G+ | G– | Gk | P  |
| -------------- | - | -- | - | - | -- | -- | -- | -- |
| Bayern München | 6 | 4  | 1 | 1 | 15 | 7  | +8 | 13 |
| Valencia CF    | 6 | 4  | 1 | 1 | 12 | 5  | +7 | 13 |
| BATE Bariszav  | 6 | 2  | 0 | 4 | 9  | 15 | –6 | 6  |
| Lille OSC      | 6 | 1  | 0 | 5 | 4  | 13 | –9 | 3  |

## A mérkőzés

### Részletek
| 2013. május 25. 20:45 (CEST) |

| Borussia Dortmund       | 1–2               | Bayern München           |
| ----------------------- | ----------------- | ------------------------ |
| Gündoğan 68' (11-esből) | (0–0) Jegyzőkönyv | Mandžukić 60' Robben 89' |

| Wembley Stadion, London Nézőszám: 86 298 Játékvezető: Nicola Rizzoli (olasz) |

| Borussia Dortmund | Bayern München |

Használt rövidítések (magyar rövidítés – angol rövidítés – poszt):
| - KA – GK – kapus - V – DF – hátvéd - S – SW – söprögető - JV – RB – jobb oldali védő - KV – CB – középső védő - BV – LB – bal oldali védő - JSZV – RWB – jobb szélső védő - BSZV – LWB – bal szélső védő | - KP – MF – középpályás - VKP – DM – védekező középpályás - BKP – LM – bal oldali középpályás - KKP – CM – középső középpályás - JKP – RM – jobb oldali középpályás | - JSZ – RW – jobb szélső - BSZ – LW – bal szélső - TKP – AM – támadó középpályás | - CS – ST, FW – csatár - JCS – RF – jobb oldali csatár - KCS – CF – középső csatár - BCS – LF – bal oldali csatár |

| GK                   | 1  | Roman Weidenfeller (cs) |     |       |
| RB                   | 26 | Łukasz Piszczek         |     |       |
| CB                   | 4  | Neven Subotić           |     |       |
| CB                   | 15 | Mats Hummels            |     |       |
| LB                   | 29 | Marcel Schmelzer        |     |       |
| DM                   | 8  | İlkay Gündoğan          |     |       |
| DM                   | 6  | Sven Bender             |     | 90+1' |
| RW                   | 16 | Jakub Błaszczykowski    |     | 90+1' |
| AM                   | 11 | Marco Reus              |     |       |
| LW                   | 19 | Kevin Großkreutz        | 73' |       |
| FW                   | 9  | Robert Lewandowski      |     |       |
| Cserék:              |    |                         |     |       |
| GK                   | 20 | Mitchell Langerak       |     |       |
| DF                   | 27 | Felipe Santana          |     |       |
| MF                   | 21 | Oliver Kirch            |     |       |
| MF                   | 5  | Sebastian Kehl          |     |       |
| MF                   | 7  | Moritz Leitner          |     |       |
| MF                   | 18 | Nuri Şahin              |     | 90+1' |
| FW                   | 23 | Julian Schieber         |     | 90+1' |
| Szövetségi kapitány: |    |                         |     |       |
| Jürgen Klopp         |    |                         |     |       |

| GK                   | 1  | Manuel Neuer           |     |       |
| RB                   | 21 | Philipp Lahm (cs)      |     |       |
| CB                   | 17 | Jérôme Boateng         |     |       |
| CB                   | 4  | Dante                  | 29' |       |
| LB                   | 27 | David Alaba            |     |       |
| DM                   | 31 | Bastian Schweinsteiger |     |       |
| DM                   | 8  | Javi Martínez          |     |       |
| RW                   | 10 | Arjen Robben           |     |       |
| AM                   | 25 | Thomas Müller          |     |       |
| LW                   | 7  | Franck Ribéry          | 73' | 90+1' |
| CF                   | 9  | Mario Mandžukić        |     | 90+4' |
| Cserék:              |    |                        |     |       |
| GK                   | 22 | Tom Starke             |     |       |
| DF                   | 5  | Daniel Van Buyten      |     |       |
| MF                   | 11 | Xherdan Shaqiri        |     |       |
| MF                   | 30 | Luiz Gustavo           |     | 90+1' |
| MF                   | 44 | Anatolij Timoscsuk     |     |       |
| FW                   | 14 | Claudio Pizarro        |     |       |
| FW                   | 33 | Mario Gómez            |     | 90+4' |
| Szövetségi kapitány: |    |                        |     |       |
| Jupp Heynckes        |    |                        |     |       |

| Asszisztensek: Renato Faverani (olasz) Andrea Stefani (olasz) Gianluca Rocchi (olasz) Paolo Tagliavento (olasz) Negyedik játékvezető: Damir Skomina (szlovén) | Szabályok - 90 perc. - Döntetlen esetén 30 perc hosszabbítás. - További döntetlen esetén büntetőpárbaj. - Hét megnevezett cserejátékos. - Három cserelehetőség. |

### Statisztika
|                    | Borussia Dortmund | Bayern München |
| ------------------ | ----------------- | -------------- |
| Gól                | 0                 | 0              |
| Összes lövés       | 7                 | 5              |
| Kapura tartó lövés | 5                 | 3              |
| Védés              | 3                 | 5              |
| Labdabirtkolás     | 41%               | 59%            |
| Szöglet            | 5                 | 3              |
| Szabálytalanság    | 5                 | 2              |
| Les                | 0                 | 2              |
| Sárga lap          | 0                 | 1              |
| Piros lap          | 0                 | 0              |

|                    | Borussia Dortmund | Bayern München |
| ------------------ | ----------------- | -------------- |
| Gól                | 1                 | 2              |
| Összes lövés       | 5                 | 9              |
| Kapura tartó lövés | 3                 | 6              |
| Védés              | 4                 | 1              |
| Labdabirtkolás     | 45%               | 55%            |
| Szöglet            | 1                 | 5              |
| Szabálytalanság    | 6                 | 5              |
| Les                | 1                 | 2              |
| Sárga lap          | 1                 | 1              |
| Piros lap          | 0                 | 0              |

|                    | Borussia Dortmund | Bayern München |
| ------------------ | ----------------- | -------------- |
| Gól                | 1                 | 2              |
| Összes lövés       | 12                | 14             |
| Kapura tartó lövés | 8                 | 9              |
| Védés              | 7                 | 6              |
| Labdabirtkolás     | 43%               | 57%            |
| Szöglet            | 6                 | 8              |
| Szabálytalanság    | 11                | 7              |
| Les                | 1                 | 4              |
| Sárga lap          | 1                 | 2              |
| Piros lap          | 0                 | 0              |